# Pessans
Pessans é uma comuna francesa na região administrativa de Borgonha-Franco-Condado, no departamento de Doubs. Estende-se por uma área de 4,35 km². Em 2010 a comuna tinha 89 habitantes (densidade: 20,5 hab./km²).